# Berthold Ruppel
Berthold Ruppel († vor dem 12. März 1495 in Basel) war ein deutsch-schweizerischer Buchdrucker.

## Leben
Der 1455 erwähnte Geselle Johannes Gutenbergs namens Bechtold von Hanauwe und Berthold Ruppel waren wahrscheinlich dieselbe Person. Da Berthold schon um 1468 eine lateinische Bibel (GW 4207) in Basel druckte, nimmt man an, er habe den Buchdruck dort eingeführt. Auch könnte er es gewesen sein, der aus Mainz die Typen des Mainzer Psalters von 1457 mitgebracht hat, die in Basel nach 1473 zum Druck des Missale speciale (früher Constantiense) gebraucht worden sind. Insgesamt sind 21 mehrheitlich theologische und kirchenrechtliche Drucke von ihm bekannt. Fünf weitere entstanden in Kooperation mit Michael Wenssler und Bernhard Richel. Mindestens seit 1475 war Berthold Ruppel mit einer Magdalena verheiratet, mit ihr hatte er eine Tochter. Im Jahr 1477 erwarb Berthold das Basler Bürgerrecht. Als lebend wurde Ruppel zuletzt am 4. März 1494 erwähnt. Am 12. März 1495 wurde seine Frau Magdalena als Witwe bezeichnet.